# Acrocercops leucographa
Acrocercops leucographa là một loài bướm đêm thuộc họ Gracillariidae. Nó được tìm thấy ở Argentina.